# John Paine
John Bryant Paine (* 8. April 1870 in Boston; † 2. August 1951 in Weston, Massachusetts) war ein US-amerikanischer Sportschütze.
Bei den I. Olympischen Spielen der Neuzeit 1896 in Athen gewann er den Wettbewerb mit dem Dienstrevolver vor seinem Bruder Sumner.
Der Vater von John und Sumner Paine war General Charles Jackson Paine, der 1885, 1886 und 1887 den America’s Cup gewonnen hatte. Lieutenant John Paine kämpfte 1898 im Spanisch-Amerikanischen Krieg. Später wurde er ein wohlhabender Investment-Banker.